# Вега 2
„Вега 2“ (заедно с близнака си Вега 1) е съветска космическа сонда част от програмата Вега. Тя е проектирана от космическия център Бабакин и конструирана като 5VK от Лавочкин в Химки.
Корабът е захранен от два еднакви големи слънчеви панела и инструментите включват сателитна чиния, камери, спектрометър, инфрачервен клопфер, магнитометър и плазмени сонди. Изстреляна е от космодрума Байконур. Вега 1 и Вега 2 са триосови стабилизиращи кораби. Корабът е имал двоен буферен щит за защита от прах от Халеевата комета.